# Mont Agou
Mont Agou (dříve Mont Baumann, 986 m n. m.) je hora v pohoří Togo v západní Africe. Leží na území Toga nedaleko ghanské hranice v regionu Plateaux jihovýchodně od města Kpalimé. Jedná se o nejvyšší vrchol Toga. Na vrcholu stojí anténa.